# Vraneak, Vrața
Vraneak (în bulgară Враняк) este un sat în comuna Beala Slatina, regiunea Vrața,  Bulgaria. 

## Demografie
Componența etnică a satului Vraneak
     Bulgari (64,57%)
     Romi (5,77%)
     Nicio identificare (29,64%)
     Altele (0%)
La recensământul din 2011, populația satului Vraneak era de 398 locuitori. Din punct de vedere etnic, majoritatea locuitorilor (64,57%) erau bulgari, cu o minoritate de romi (5,77%). Pentru 29,64% din locuitori nu este cunoscută apartenența etnică.